# Jeff Farrell
Jeff Farrell (Detroit, Estados Unidos, 28 de febrero de 1937) es un nadador estadounidense retirado especializado en pruebas de estilo libre, donde consiguió ser campeón olímpico en 1960 en los 4x200 metros estilos.

## Carrera deportiva
En los Juegos Olímpicos de Roma 1960 ganó la medalla de oro en los relevos de 4x200 metros estilos, con un tiempo 4:05.4 segundos, por delante de Australia (plata) y Japón (bronce); sus compañeros de equipo fueron los nadadores: Frank McKinney, Paul Hait y Lance Larson.